# Tsjerskigebergte
Het Tsjerskigebergte (Russisch: Хребет Черского; Chrebet Tsjerskogo) is een Russisch gebergte, gelegen in Noordoost-Siberië. Het vormt onderdeel van het Oost-Siberisch Bergland en ligt op de grens van de Euraziatische Plaat en de Noord-Amerikaanse Plaat.
In het Tsjerskigebergte bevinden zich goudwinningsgebieden, die berucht zijn geworden door de Goelag.

## Geografie
Het gebergte spreidt zich uit rond de noordpoolcirkel en het midden van Midden-Siberië. Het grenst in het noorden aan de Laptevzee. Ten noordoosten van het Tsjerskigebergte bevindt zich het Oost-Siberisch Laagland en in het oosten grenst het aan het Momagebergte. In het zuidoosten bereikt het min of meer de Zee van Ochotsk: de zuidelijke uitlopers van het Tsjerskigebergte (waaronder de 2586 meter hoge Aborigen), reiken tot bijna aan de stad Magadan. In het noordwesten gaat het gebergte over het dal van de rivier de Jana en in het zuidwesten gaat het via het Hoogland van Ojmjakon over in het Verchojanskgebergte. Het gebergte werd genoemd naar de Poolse soldaat, geograaf en geoloog Ivan Dementievitsj Tsjerski (oorspronkelijk Jan Czerski), die Siberië bestudeerde in de 19de eeuw, nadat hij veroordeeld was voor zijn deelname aan de Januariopstand.
Bestuurlijk gezien behoort het gebergte bijna geheel tot de autonome deelrepubliek Jakoetië. Enkel de zuidelijke uitlopers worden tot de oblast Magadan gerekend.
Het gebergte vormt samen met het Verchojanskgebergte een barrière in Siberië, die ervoor zorgt dat het klimaat aan de westzijde droger is, doordat luchtstromingen vanuit de Grote Oceaan worden geblokkeerd en de sneeuwval op de vlaktes ten westen ervan als gevolg daarvan veel minder is.
Eind jaren '60 ontstond in dit gebergte de Batagaika-krater.

## Hoogste bergen en belangrijkste rivieren
Het hooggebergte bereikt met de Gora Pobeda (ongeveer 180 kilometer ten noordoosten van Oest-Nera) een hoogte van 3147 meter. Het ligt deels binnen het stroomgebied van de Lena en de Kolyma, die beide in de Noordelijke IJszee uitmonden. In het gebergte stroomt de Indigirka.